# Шилыковский, Владимир Сергеевич
Влади́мир Серге́евич Шилыковский (3 апреля 1933, Сокол, Вологодский округ — 7 апреля 1987, Москва) — советский конькобежец.
Мастер спорта СССР (1955). Серебряный призёр чемпионатов мира и Европы 1958 года в многоборье. Чемпион СССР 1958 года, рекордсмен СССР и неофициальный рекордсмен мира (1960) на дистанции 10 000 м. Выступал Москву — спортивные общества «Шахтёр», «Спартак».

## Биография
Родился Владимир в городе Сокол, Вологодской области. В семь месяцев в результате тяжёлой болезни потерял правую руку по локоть. Вскоре родители переехали в Великий Устюг, а через некоторое время во Владимир. Его отец отсидел в тюрьме, но коммунистом быть не перестал, таким и вернулся в семью. Володя отлично учился и очень увлекался коньками. 
Коньками начал заниматься в школе. После школы поступил в Московский институт водного транспорта. Тренировался у Галины Ивановны Волковой и выступал за общество «Шахтёр». В 1955 году перешёл в общество «Спартак» и стал тренироваться у Ивана Аниканова, одного из ведущих тренеров страны.
Первые серьёзные успехи пришли к Шилыковскому в 1955 году — он стал чемпионом Москвы, а затем — бронзовым призёром чемпионата СССР на дистанции 5000 метров, был включён в сборную СССР (входил в неё в 1955—1961 годах). В 1956 году перешёл в «Спартак» к Ивану Аниканову, под руководством которого ему удалось избавиться от ярлыков «бесперспективного» и «спортсмена декабря» (то есть спортсмена, которому не хватает сил на весь сезон).
В 1958 году на чемпионате Европы в Эскильстуне был вторым вслед за Олегом Гончаренко, при этом опередив его на обеих стайерских дистанциях (на них он проиграл только норвежцу Кнуту Йоханнесену). 
На чемпионате мира в классическом многоборье в Хельсинки в том же году после первого дня он вышел в лидеры, после третьего места на 500 метров, но впереди Гончаренко, и первого места на 5000 метров (Гончаренко —третий). На «полуторке» (у Гончаренко первое место, у Володи — четвёртое) всем стало ясно, что победит Шилыковский, у него были лучше результаты на 10000 метров, чем у Гончаренко. Но на стадион «Олимпико» опускается густой туман, что буквально в двух шагах невозможно различить человека, а Владимиру надо бежать и он показывает феноменальное время —17.17,3 сек. Однако туман исчез после забега и в следующем забеге Гончаренко в паре с норвежцем Торстейном Сейерстеном улучшили время Шилыковского. В результате Гончаренко выиграл у Шилыковского 1,8 с на дистанции 10 000 м и 0,2 очка по сумме многоборья, что эквивалентно 4 с на дистанции 10 000 м (для сравнения: на ЧЕ Шилыковский опередил Гончаренко на «десятке» на 13,4 с).. 
В 1960 году Шилыковский на Медео установил рекорд СССР на 10000 метров —16.13,1 сек. В том же году он занял четвёртое место на чемпионате страны в
многоборье и на дистанции 10000 метров. В феврале 60-го участвовал на очередных VIII зимних Олимпийских играх в в Скво-Велли. На самой длинной дистанции был 20-м. В 1961 году закончил выступать в большом конькобежном спорте.

## Личная жизнь
Владимир окончил Московский торфяной институт в 1955 году. Поступил в аспирантуру Московского горного института, защитил кандидатскую диссертацию. Имел более 25 печатных трудов и изобретений. Возглавлял научно-исследовательские работы в районах Чукотки, Сахалина, Курильских островов, Прибалтики. Работал в Проблемной научно-технической лаборатории по добыче полезных ископаемых со дна морей и океанов, преподавал. Кандидат технических наук (1969). Умер в 1987 году, похоронен на Востряковском кладбище.

## Спортивные достижения
|      | 500 м | 1500 м | 5000 м | 10 000 м     |
| ---- | ----- | ------ | ------ | ------------ |
| 1956 | —     | —      | —      | 17.17,6 (16) |
| 1960 | —     | —      | —      | 17.13,9 (20) |

|                  |      | Многоборье | 500 м     | 1500 м      | 5000 м      | 10 000 м    |
| ---------------- | ---- | ---------- | --------- | ----------- | ----------- | ----------- |
| Чемпионат мира   | 1958 | 193,90 (2) | 44,5 ()   | 2.19,8 (4)  | 8.31,5 ()   | 17.17,1 (4) |
|                  | 1959 | — (20)     | 44,3 (12) | 2.20,2 (17) | 8.28,3 (16) | —           |
| Чемпионат Европы | 1958 | 197,68 (2) | 46,6 (23) | 2.21,9 (4)  | 8.32,9 ()   | 17.29,9 ()  |

|      | Многоборье  | 500 м     | 1500 м      | 5000 м     | 10 000 м    |
| ---- | ----------- | --------- | ----------- | ---------- | ----------- |
| 1955 | 195,841 (7) | 45,1 (37) | 2.17,9 (30) | 8.41,9 ()  | 17.31,7 (9) |
| 1956 | 194,831 (9) | 45,2 (55) | 2.21,5 (29) | 8.23,0 ()  | 17.23,3 ()  |
| 1957 | 194,100 (5) | 44,1 (18) | 2.19,2 (14) | 8.24,4 (6) | 17.43,2 (4) |
| 1958 | 197,791 (3) | 43,6 (10) | 2.31,4 (8)  | 8.27,0 ()  | 17.40,5 ()  |
| 1960 | 189,030 (4) | 43,3 (23) | 2.15,3 (11) | 8.19,2 (6) | 16.54,3 (4) |
| 1962 | 199,373 (9) | 44,7 (…)  | 2.25,0 (6)  | 8.37,5 (…) | 18.11,8 (4) |

### Рекорд СССР
```
10 000 м    16.13,1   
ВМД
[
прим 2
]
   31.01.1960   
Медео
```